# Yang coreano
Lo yang (양/兩) è stato la valuta della Corea tra il 1892 e il 1902. Era suddiviso in 10 jeon (전/錢) e 100 bun o fun (분/分); 5 yang corrispondevano a un hwan (환/圜).

## Etimologia
La parola coreana "yang" è imparentata con quella cinese "tael" (pronunciata "liǎng" in cinese). Anche il termine "fun" (pronunciato "pun" ma scritto con una "f" sulle monete) è imparentato con una parola cinese, "fen", che indica un centesimo di yuan, mentre "hwan" è imparentato con la parola "yuan" stessa.

## Storia
Poco prima che venisse introdotto lo yang, fu coniato un piccolo numero di monete denominate in hwan (환/圜) e mun (문/文) (1 won = 1 000 mun). Non è chiaro se queste monete siano mai circolate. Le monete da 1 won e da 5 yang erano di dimensioni uguali, e contenevano 416 grani d'argento. Comunque, prima del 1892, la principale valuta della Corea era il mun, una denominazione basata sul wén cinese (Cinese: 文).
La coniazione e la circolazione di valuta moderna ebbero inizio durante gli ultimi anni del vecchio Impero coreano come conseguenza dei contatti con l'Occidente. Nel periodo della tentata adozione del gold standard nel 1901, circolarono monete d'oro e d'argento insieme ad alcune banconote giapponesi.
Lo yang fu sostituito dal won al cambio di 1 won = 5 yang.

## Monete
Le monete furono coniate in tagli da 1 fun, 5 fun, ¼ yang, 1 yang, 5 yang e 1 hwan. Tutte le monete recavano il titolo dello stato, "Grande Joseon" (Grande Corea; 대조선; 大朝鮮), indi solo "Joseon" (Corea; 조선; 朝鮮) e infine "Daehan" (대한; 大韓). Fino al 1897 fu usato il sistema di datazione dinastico, che partiva con l'anno di fondazione della Dinastia Joseon (1392). A partire dal 1897 tale sistema fu sostituito utilizzando l'anno di regno del monarca.
| Taglio            | Composizione                                             |
| ----------------- | -------------------------------------------------------- |
| 1 fun             | Ottone                                                   |
| 5 fun             | Rame                                                     |
| ¼ yang            | Inizialmente cupronichel; successivamente rame e argento |
| 1 yang            | 800‰ argento                                             |
| 5 yang            | 900‰ argento                                             |
| 1 hwan (= 5 yang) | 900‰ argento                                             |

## Banconote
Il Ministero del Tesoro stampò una serie di banconote che non furono però mai emesse. I tagli erano da 5, 10, 20 e 50 yang.